# Philharmonie
Philharmonie (eigentlich „Liebe zur Musik“, von altgriechisch φιλία philía, deutsch ‚[freundschaftliche] Liebe‘ und ἁρμονία harmonía, deutsch ‚Harmonie‘) ist ein Namensbestandteil insbesondere von großen Orchestern oder von Konzertgesellschaften. Eine Philharmonie kann ferner auch das Konzerthaus eines großen Orchesters oder ein großer Konzertsaal sein.

## Konzertgesellschaften
Ursprünglich wurde die Bezeichnung von Konzertgesellschaften verwendet. Mit dem Aufkommen des bürgerlichen Musikbetriebs etwa ab Beginn des 19. Jahrhunderts entstand das Bedürfnis, sich von den bis dahin vorherrschenden höfischen Organisationsformen von Orchestern zu emanzipieren. In vielen Städten Europas bildeten sich „philharmonische Gesellschaften“ als Träger, die „philharmonische Konzerte“ veranstalteten. Vielerorts gingen aus diesen Konzertreihen feste Orchester, vereinzelt auch Chöre hervor. Diese wurden oft als „Philharmonisches Orchester“ beziehungsweise „Philharmonischer Chor“ bezeichnet. 

## Orchester
Zahlreiche Sinfonieorchester bezeichnen sich als Philharmonie (z. B. Philharmonie der Nationen), Philharmoniker (z. B. Nürnberger Philharmoniker) oder Philharmonisches Orchester (z. B. Philharmonisches Orchester Freiburg). In anderen Sprachen gibt es analoge Namensgebungen (z. B. New York Philharmonic). Weitere Beispiele sind in der Liste von Orchestern zu finden. Neben professionellen Orchestern bezeichnen sich auch viele Laienensembles als „Philharmonische Orchester“.
Einige Orchester mit vergleichsweise kleiner Besetzung nennen sich Kammerphilharmonie (z. B. Wiener Kammerphilharmonie). Mehrere große Blasorchester bezeichnen sich als Bläserphilharmonie (siehe Beispiele).

## Konzerthäuser und Konzertsäle
Auch einige Konzerthäuser und Konzertsäle haben Philharmonie als Name oder Namensbestandteil. Beispiele sind die Berliner Philharmonie (kurz Philharmonie genannt), die Elbphilharmonie in Hamburg, die Isarphilharmonie in München, die Kölner Philharmonie und die Philharmonie de Paris.
Im Münchener Gasteig, einem großen Gebäudekomplex, wird der Konzertsaal, in dem Münchner Philharmoniker auftreten, als Philharmonie oder Philharmonie am Gasteig bezeichnet.